# Îlot de Scarpa
L' îlot de Scarpa (en italien : Isolotto della Scarpa) est une île mineure de l'archipel toscan, située dans les eaux de la mer Tyrrhénienne à 60 mètres au large de la côte nord de l'île de Pianosa, face à Punta del Marchese, dans la commune de Campo nell'Elba, dans la province de Livourne.
L'îlot, inclus dans la zone protégée du parc national de l'archipel toscan, est constitué de roche calcarénite blanche avec des slumps.

## Galerie

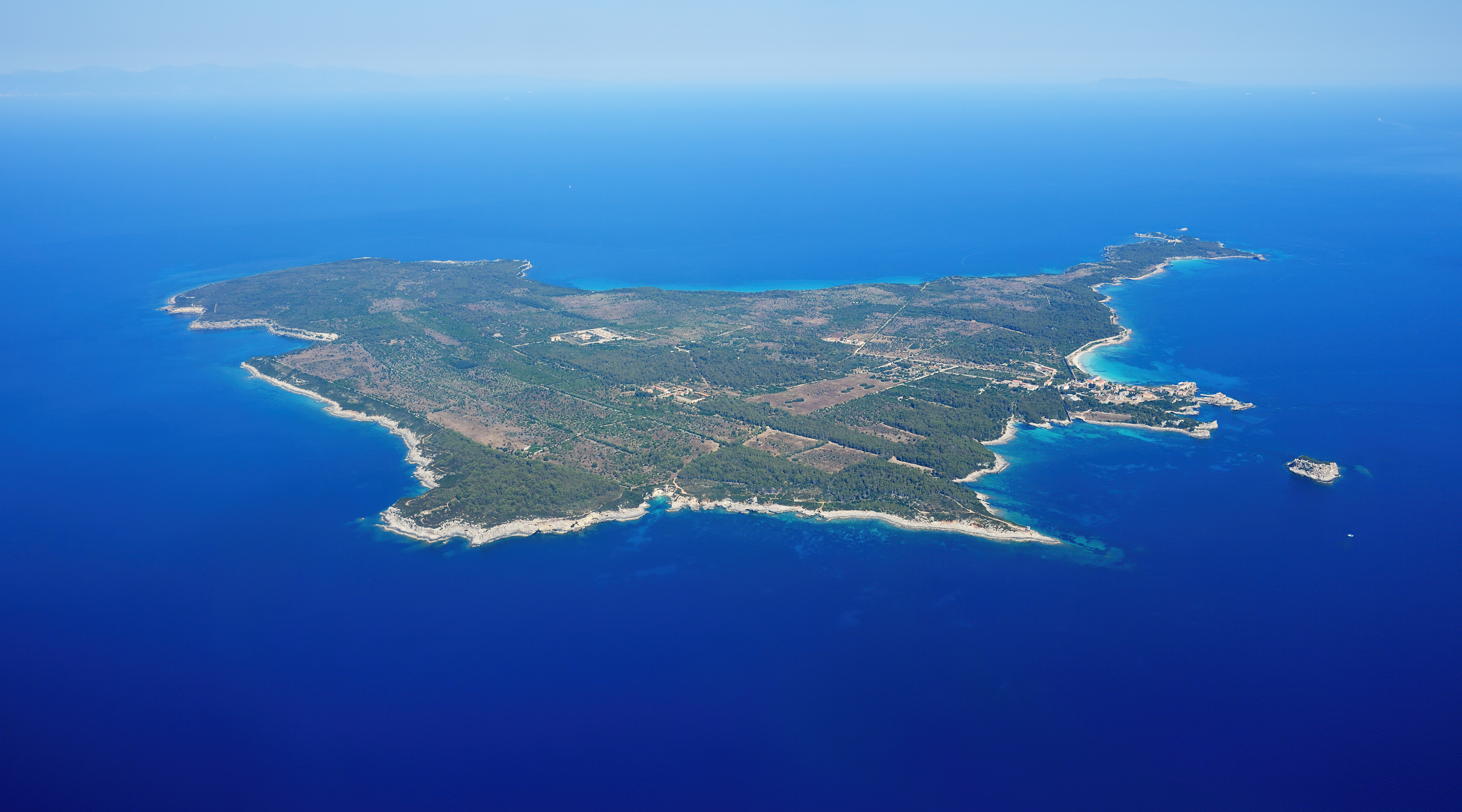
Pianosa
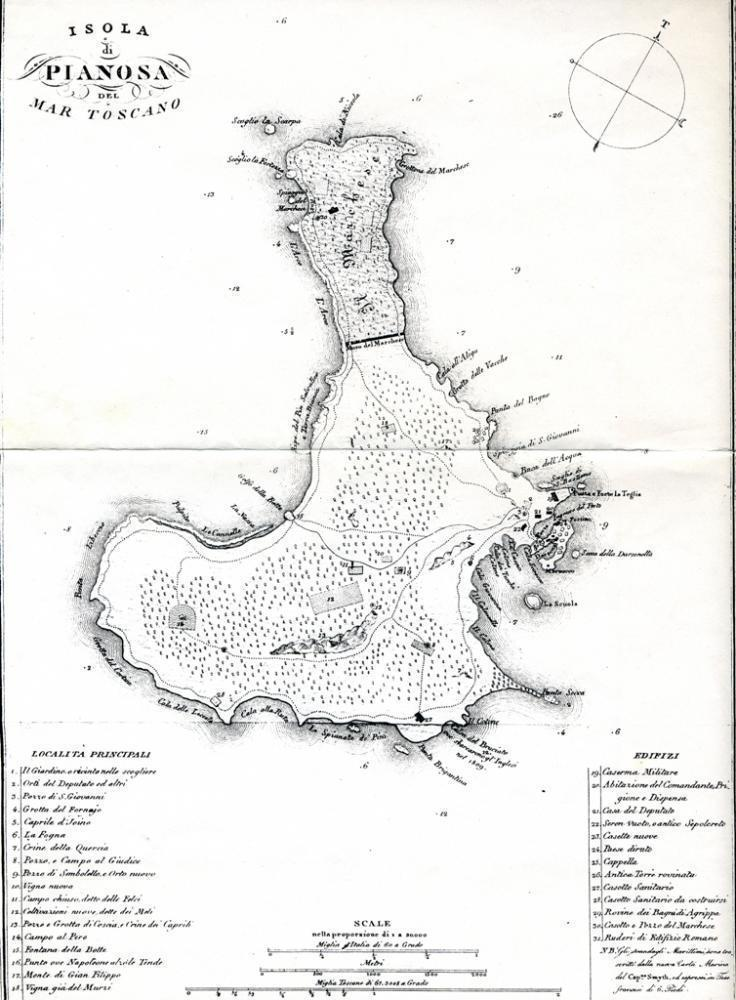

### Sources de traduction
- (it) Cet article est partiellement ou en totalité issu de l’article de Wikipédia en italien intitulé « Isolotto della Scarpa » (voir la liste des auteurs).